# Tenis stołowy na Igrzyskach Panamerykańskich 2019
Tenis stołowy na Igrzyskach Panamerykańskich 2019 odbywał się w dniach 4–10 sierpnia 2019 roku w Villa Deportiva Nacional w Limie. Osiemdziesięciu czterech zawodników obojga płci rywalizowało łącznie w siedmiu konkurencjach indywidualnych i zespołowych.

## Podsumowanie

### Klasyfikacja medalowa
| Klasyfikacja medalowa | Klasyfikacja medalowa | Klasyfikacja medalowa | Klasyfikacja medalowa | Klasyfikacja medalowa | Klasyfikacja medalowa |
| Miejsce               | Państwo               | Złoto                 | Srebro                | Brąz                  | Razem                 |
| --------------------- | --------------------- | --------------------- | --------------------- | --------------------- | --------------------- |
| 1                     | Portoryko             | 3                     | 0                     | 3                     | 6                     |
| 2                     | Brazylia              | 2                     | 2                     | 3                     | 7                     |
| 3                     | Stany Zjednoczone     | 1                     | 2                     | 3                     | 6                     |
| 4                     | Kanada                | 1                     | 0                     | 3                     | 4                     |
| 5                     | Argentyna             | 0                     | 2                     | 0                     | 2                     |
| 6                     | Dominikana            | 0                     | 1                     | 1                     | 2                     |
| 7                     | Kuba                  | 0                     | 0                     | 1                     | 1                     |
| Razem                 | Razem                 | 7                     | 7                     | 14                    | 28                    |

### Medaliści
| Konkurencja    | 1. miejsce                                                  | 2. miejsce                                                      | 3. miejsce                                                                                                  |
| -------------- | ----------------------------------------------------------- | --------------------------------------------------------------- | --- |
| Mikst          | Kanada · Eugene Wang · Zhang Mo                             | Brazylia · Gustavo Tsuboi · Bruna Takahashi                     | Stany Zjednoczone · Kanak Jha · Jennifer Wu Portoryko · Brian Afanador · Adriana Díaz                       |
| Mężczyźni      |                                                             |                                                                 | |
| Gra pojedyncza | Hugo Calderano                                              | Jiaji Wu                                                        | Eugene Wang Kanak Jha                                                                                       |
| Gra podwójna   | Brazylia · Hugo Calderano · Gustavo Tsuboi                  | Argentyna · Gaston Alto · Horacio Cifuentes                     | Portoryko · Brian Afanador · Daniel González Dominikana · Emil Santos · Jiaji Wu                            |
| Drużynowo      | Stany Zjednoczone · Kanak Jha · Nikhil Kumar · Nicholas Tio | Argentyna · Gaston Alto · Horacio Cifuentes · Pablo Tabachnik   | Brazylia · Hugo Calderano · Eric Jouti · Gustavo Tsuboi Kuba · Jorge Campos · Livan Martinez · Andy Pereira |
| Kobiety        |                                                             |                                                                 | |
| Gra pojedyncza | Adriana Díaz                                                | Jennifer Wu                                                     | Melanie Díaz Bruna Takahashi                                                                                |
| Gra podwójna   | Portoryko · Adriana Díaz · Melanie Díaz                     | Stany Zjednoczone · Jennifer Wu · Lily Zhang                    | Kanada · Alicia Côté · Zhang Mo Brazylia · Bruna Takahashi · Jéssica Yamada                                 |
| Drużynowo      | Portoryko · Adriana Díaz · Melanie Díaz · Daniely Rios      | Brazylia · Caroline Kumahara · Bruna Takahashi · Jéssica Yamada | Kanada · Alicia Côté · Ivy Liao · Zhang Mo Stany Zjednoczone · Amy Wang · Jennifer Wu · Lily Zhang          |